# Alois Alzheimer
Alois Alzheimer (14. juni 1864 – 19. december 1915) var en tysk læge og neurolog, som beskrev karakteristikkerne på det, som nu kaldes Alzheimers sygdom. Han observerede sygdommen i 1906.
Alzheimer blev født i den lille by Marktbreit i Bayern, hvor hans far var notar. Han studerede ved universiteterne i Aschaffenburg, Tübingen, Berlin og Würzburg, hvor han blev færdig som læge i 1887. Året efter brugte han fire måneder på at hjælpe mentalt syge kvinder, før han blev ansat ved det psykiatriske hospital i Frankfurt am Main, Städtische Irrenanstalt. Emil Stoli var leder af asylet (1852-1922). En anden neurolog, Franz Nissl (1860-1919), begyndte at arbejde samme sted, og det førte til et frugtbart samarbejde. I 1912 blev Alzheimer udnævnt til professor i psykiatri ved universitetet i Breslau (i dag Wrocław). 
Alzheimer var en af grundlæggerne af det videnskabelige tidsskrift Zeitschrift für die gesamte Neurologie und Psychiatrie.